# Schleifbach (Kocher)
Der Schleifbach ist ein mit dem längsten Oberlauf 3,7 km langer Bach im Westen der Gemarkung der Stadt Schwäbisch Hall im Landkreis Schwäbisch Hall im nordöstlichen Baden-Württemberg, der flussabwärts des Stadtteils Gelbingen von links und Südwesten in den mittleren Kocher mündet. Auf dem letzten Kilometer läuft er durch die Schleifbachklinge.

## Geographie

### Verlauf

#### Oberläufe bis zum Breiteichsee
Der Schleifbach entsteht am Rand der Südostspitze der Waldenburger Berge zur Hohenloher Ebene. Dort entspringen am Abfall der Keuperberge an den lehmigen Hängen in jahreszeitlich recht schwankender Höhe einige Quellbäche, in deren Lehmklingen einige Teiche und Lachen liegen mit im Sommer stark fallendem Wasserspiegel. Die bald aus dem Wald austretenden kleinen Bäche laufen dann durch eher flaches, meist von Wiesen eingenommenes Gelände. Der längste Quellbach Fässlesbrunnen, der nahe dem Haller Waldfriedhof in freier Flur entsteht, läuft dabei lange als kleiner Wiesengraben ohne jede begleitende Galerie, die anderen zwei dauerhaft wasserführenden Oberläufe Wiesensteinbach und dessen Vorfluter Krummensteinbach sind früher gehölzbestanden. Die zwei verbleibenden Quellbäche vereinen sich endgültig im beim Sportgeländestreifen am Westrand des Haller Stadtteil Heimbachsiedlung / Teurershof liegenden  Breiteichsee. In dem etwa 1,0 ha großen und bis zu 2,2 m tiefen, durch die zwei zulaufenden Talmulden aus dem Westen und aus dem Südwesten v-förmigen Stausee fischt der örtliche Fischzuchtverein Moderlieschen, Rotaugen, Rotfedern, Regenbogenforellen, Schleien, Schuppen- und Spiegelkarpfen, Hechte, Zander und Edelkrebse. Links auf dem Hügel am Waldrand steht hier die Breite Eiche, die Namensgeberin des auf rund 345 m ü. NHN liegenden Sees.

#### Mittellauf bis zur Schleifbachklinge
Der ihm entfließende Schleifbach zieht dann nordöstlich, passiert den Siedlungsplatz Fischhaus am linken Ufer und beginnt sich dann, stärker in die Hochebene links des Kochertales einzugraben. Er unterquert bald unterhalb von einer Brücke die Haller Westumgehung und läuft dann in einer steiler werdenden Mulde mit Streuobst- und Weidewiesen am unteren Hang und Feldern auf den Randhügeln aufs nördliche Gottwollshausen zu. Zwischen dessen erstem Haus auf dem linken Randhügel und dem alten Ortskern rechts mit der kleinen Dorfkirche St. Georg am Talrand unterquert er die in Richtung Gailenkirchen führende Brunnenteichstraße, zeigt erste Muschelkalkbänke im Bett und füllt eine kleine, hölzerne Aufstauung. Dann wendet er sich für nur etwa 200 Meter nach Nordwesten, entlang der nur sehr locker an der linken Seite bebauten Straße Im Schleifbach. Am Ende dieses Abschnitts läuft ihm der Neuhöfenbach verdolt unter der sich hier nach Westen aus der Talmulde wendenden Straße zu. Keine 100 Meter aufwärts in dessen zulaufender Talmulde steht an einem alten Gebäude ein nicht mehr betriebenes Mühlrad. Nach diesem, wie man durch eine Lücke in der Verdolung sehen kann, anscheinend recht kräftigen Zulauf wenden sich Klinge und Bach nach Ostnordosten, das Gewässer läuft unter dem hochaufgeschütteten Damm der Bahnstrecke Crailsheim–Heilbronn hindurch, die hier von rechts aus dem Kochertal aufsteigt.

#### Schleifbachklinge und Mündung
Nach dem Austritt aus dem Damm fließt der Schleifbach auf seinem noch etwa einen Kilometer langen Restlauf etwa 150 Meter lang rechts am Fuß einer aus Muschelkalk-Buckelquadern aufgemauerten, stark bemoosten Stützwand in einer sehr breiten und flachen künstlichen Rinne. An deren Ende  stürzt der Bach etwa 9 Meter tief auf den Talgrund seiner inzwischen zur Schleifbachklinge gewordenen Muschelkalk-Schlucht hinab. Am Rinnentrauf hängt hier inzwischen ein großer, mehrere Meter langer Sinterkalk-Tropfen, an dem ein Teil der Wasserführung versprüht. Gegenüber an der rechten Talseite steigt ein Wanderpfad in die Klinge ab, in der etwas oberhalb eine Geländekerbe noch den Lauf vor der Umleitung in die Kunstrinne anzeigt. Im weiteren Klingenlauf fällt der Bach immer wieder in kleineren Stufen über Muschelkalkbänke hinab. Am rechten unteren Hang liegt neben dem Pfad eine kleine Grotte. Die untere Klinge wird deutlich breiter, hier fließt der Bach nahe am linken Hang, während alte Läufe rechts mit Gesteinsschutt aufgefüllt sind und außer bei starkem Wasseranfall keinen Durchfluss mehr haben. Etwa 150 Meter vor seiner Mündung verlässt der Bach seine Klinge und tritt auf einem Mündungsfächer in die linke Aue des Kochers aus. Dann mündet er, gegenüber dem Neuberg mit der Ruine der Neuburg auf dem Umlaufberg, etwa anderthalb Kilometer flussabwärts von Gelbingen von links und Westsüdwesten auf etwa 265 m ü. NHN in eine linke Schlinge des mittleren Kochers.

### Einzugsgebiet
Der Schleifbach hat ein Einzugsgebiet von 4,9 km² Größe. Es erstreckt sich in nordöstlicher Richtung von der Höhe des Streiflesbergs nahe der Straße von der Schwäbisch Haller Stadtheide zum Michelfelder Weiler Rinnen über knapp 3,5 km bis zur Mündung in den Kocher. Quer dazu misst es an der breitesten Stelle etwa 2,1 km. Die höchste Lage im Einzugsgebiet wird erreicht an seiner Nordwestseite an der Stufenkante der Rothalde zur Rinnener Hochebene mit dem Wartwald auf wenig über 500 m ü. NHN, dem südöstlichsten Ausläufer der Waldenburger Berge.
Die Wasserscheide läuft von der Mündung an südwärts den steilen Kochertalhang hoch, durchquert oben Gottwollshausen, um dann in flacherem Anstieg die Hofäcker zu erreichen; jenseits im Osten entwässert hier der kurze Bach durch die Ohrenklinge zum Kocher. Von den Hofäckern an dreht die Wasserscheide nach Westen ab, teilt den Stadtteil Heimbachsiedlung / Teurershof und zieht dann ungefähr parallel zur B 14 bis auf einen Höcker in den Haller Waldfriedhof; auf diesem Abschnitt konkurriert jenseits der Heimbach ebenfalls östlich zum Kocher.
Danach erklimmt die Einzugsgebietsgrenze in nordwestlichem Lauf den Streiflesberg; auf der Gegenseite läuft der Streifleswaldbach südwestlich zur Bibers bei Michelfeld, die viel weiter flussaufwärts ebenfalls in den Kocher entwässert. Vom Streiflesberg steigt die Scheide nordöstlich abwärts auf einen Sattel und dann auf das höhere Plateau des Wartwaldes, dessen Südostkante zur Rothalde sie bis zu seinem Ostsporn folgt; hinter dem hier morphologisch sehr markanten Grenzabschnitt läuft der Arzbach zur Bibers.  Danach steigt die Wasserscheide erst in einem weiten Bogen auf die Hochfläche links des Kochertalabschnitts ab und zieht dann östlich weiter bis in den Weiler Sülz; jenseits der Grenze im Norden entwässern der Grundbach und seine kurzen Zuflüsse über den Schmiedbach wiederum östlich zum nahen Kocher. Von Sülz aus steigt die Wasserscheide schnell wieder über den abwärtigen Mündungssporn ab ins Kochertal bis zur Mündung.
Am West- und Nordostrand des Einzugsgebietes gehören weniger als 0,25 km² Waldgebiet zur Gemeinde Michelfeld, der gesamte Rest liegt auf der Gemarkung der Stadt Schwäbisch Hall.

### Zuflüsse und Stillgewässer
Hierarchische Liste der Zuflüsse und  Seen, jeweils von der Quelle zur Mündung eingerückt unter dem Vorfluter. Gewässerlängen, Einzugsgebiete, Seeflächen nach den Online-Kartendiensten des LUBW, Höhenangaben meist nach dem Höhenlinienbild einer Hintergrundkarte dort. Näheres ist vermerkt.
Ursprung des Schleifbachs im Breiteichsee.
- Breiteichsee, auf über 345 m ü. NHN[1] nordwestlich des Haller Stadtteils Heimbachsiedlung / Teurershof, 0,9 ha.[6]
  - Krummensteinbach, linker und südwestlicher Zufluss des Breiteichsees, 1,0 km[3]. Entfließt einem Waldtümpel. Die Talmulde des Bachs zieht sich als anfangs steile Lehmschlucht noch wenige hundert Meter west- und einige Dutzend Meter aufwärts in Richtung der Blockhütte auf dem Streiflesberg-Sattel.
    -  Quelltümpel des Krummensteinbachs auf etwa 375 m ü. NHN[1] links des Waldweges vom Waldfriedhof zur Breiten Eiche, 0,1 ha.[6] Wenig aufwärts liegt ein weiterer Tümpel ungefähr gleicher Größe in der Talmulde.[6]
    -  Teich auf unter 355 m ü. NHN[1] rechts des Laufs nach dem Waldaustritt in einer rechtshin verbreiterten Baumgalerie, unter 0,1 ha.[6]
    - (Unbeständiger Wiesenzulauf), von links und Westen gegenüber der verbreiterten Galerie, ca. 0,5 km[7]. Entsteht im Wald  auf ca. 370 m ü. NHN[1] nahe an dessen Ostrand. 
      -  Durchläuft eine Lache auf ca. 385 m ü. NHN[1] am Waldrand und entwässert eine noch kleinere links.

    - Wiesensteinbach, von rechts und Südosten auf knapp 350 m ü. NHN[1] am Ende der verbreiterten Galerie, 0,8 km[3]. Entsteht in einer engen Flurbucht nach Westen. Die Talmulde setzt sich auch hier west- und aufwärts fort, in ihr liegt eine
      -  Lache auf ca. 385 m ü. NHN[1] links des genannten Waldwegs über dem Ursprung.
      -  Durchläuft einen Teich auf unter 380 m ü. NHN[1] in der Flurbucht, ca. 0,1 ha.[8]

  - Fässlesbrunnen, rechter und südlicher Zufluss des Breiteichsees, 1,6 km[3]. Entsteht auf unter 385 m ü. NHN[1] am Waldrand, nahe dem Haller Waldfriedhof westlich-jenseits der Rinnener Straße.
- (Zufluss), von links und Westen auf über 335 m ü. NHN[1] am Wohnplatz Fischhaus, wenigstens 0,2 km[7]. Die Talmulde des im Unterlauf recht beständigen Bächleins setzt sich mit einem krautigen Streifen in der Mitte westwärts noch wenige hundert Meter weit fort bis zum Waldrand, wo nördlich der Breiten Eiche neben einem Feldweg auf ca. 355 m ü. NHN[1] der stark verlandende Rothaldeweiher liegt.
- (Rinne), auf über 330 m ü. NHN[1] nach der Straßenbrücke der Haller Westumgehung (K 2576) von einer Quelle am rechten oberen Hang her, unter 0,1 km.[7]. Unmittelbar unterhalb der oberen, dort schräg zum Hangfall laufenden Rinne hat sich eine Geländescholle nach unten in Bewegung gesetzt.[9]
- Neuhöfenbach (!), von links und Westen auf unter 320 m ü. NHN[1] neben der Straße Im Schleifbach im nördlichen Gottwollshausen kurz vor der Durchleitung durch den Eisenbahndamm, wenigstens 0,7 km[10]. Entsteht auf unter 355 m ü. NHN[1] südwestlich des Weilers Neuhofen (!) in der Geländemulde Weingasse vor einer Waldspitze, die ein Rudiment der Haller Landheeg ist.  Der Bach kann am teils verdolten Unterlauf recht kräftig Wasser führen und hat hier früher ein oberschlächtiges Mühlrad angetrieben.
  -  (Mühl-?)Teich auf unter 330 m ü. NHN[1] nach Unterqueren der Gottwollshausener Brunnenteichstraße (Alttrasse der K 2576 nach Gailenkirchen) wenig vor dem Gebäude mit dem Mühlrad, ca. 0,1 ha.[8]

Mündung des Schleifbachs auf 265,1 m ü. NN von links und Westsüdwesten in den mittleren Kochers an dessen Schleife um den Neuberg mit der Ruine der Neuburg unterhalb Gelbingens. Der Bach ist hier ab dem Zusammenfluss der Quellbäche im Breiteichsee 2,2 km lang, auf dem Hauptstrang mit dem Krummensteinbach 3,1 km, auf dem längsten Strang mit dem  Fässlesbrunnen 3,7 km, und hat ein Einzugsgebiet von 4,9 km² hinter sich.

### Ortschaften
Am Lauf liegen nur der Siedlungsplatz Fischhaus mit zwei Wohnhäusern und Nebengebäuden sowie der nordwestliche Teil des Weilers Gottwollshausen, die beide zum Schwäbisch Haller Stadtteil Gailenkirchen gehören.
Im Einzugsgebiet liegen darüber hinaus weniger als die Hälfte des Stadtteils Heimbachsiedlung / Teurershof am Südostrand, mehr als die Hälfte von Gottwollshausen am Ostrand, der Weiler Neuhofen im Nordwesten und die Hälfte des Weiler Sülz an der Nordspitze, alle ebenfalls Ortsteile von Schwäbisch Hall.

## Geologie
Der Schleifbach läuft im Keuper und im Muschelkalk. Die Quellbäche Krummensteinbach, Wiesensteinbach und Fässlesbrunnen entstehen alle im Gipskeuper (Grabfeld-Formation), dessen Lehmschichten sich im Gelände an der und unterhalb der Rothalde in unruhigem Höhenverlauf mit zahlreichen kleinen Klingen und zungenförmigen Ausläufern ebenso kenntlich machen wie in den schnell verlandenden kleinen Klingenteichen. Am Breiteichsee erreicht er den Unterkeuper (Erfurt-Formation), unterhalb des Sees findet man in Kiesbänken im Bachbett zahlreich die typisch gelben Tonsteine des Lettenkeupers. Nach seiner merklichen Eintiefung zeigen sich unterhalb der Gottwollshausener Brunnenteichstraße (K 2576 nach Wackerhofen) an seiner kurzen Kehre nach Nordwesten darin die ersten Felsbänke des Oberen Muschelkalks, in den er nach seiner Rückkehr auf Nordostkurs nach der Trasse der Bahnstrecke Crailsheim–Heilbronn die steile Schleifbachklinge gegraben hat. In diesem Abschnitt haben sich am künstlichen Wasserfall wie an einem etwa 2 – 3 m hohen Absturz und etlichen kleineren Fällen über Felsbänke merkliche Polster von Sinterkalk abgelagert. Im unteren Bereich der Klinge weitet sich der Grund stark aus, hier setzt offenbar der Mittlere Muschelkalk ein, in dem das Gewässer dann später auch mündet. Der Bach verläuft in der unteren Klinge am linken Hangfuß und hat alte Läufe zu seiner Rechten mit Schuttbänken gefüllt, Reste von ihnen haben nur mehr bei starker Wasserführung Durchfluss. Nach Austritt aus der Klinge quert der Bach auf seinen letzten 150 m Lauf auf einem merklich gewölbten Schuttfächer die linke Kochertalaue, in der Auensediment liegt; ein fast immer trockener Altlauf an dessen kürzerem rechten Rand zeigt ein Bett mit blankem kinderkopfgroßem Geröll, während ein weidenbestandener, gerader Grabenlauf an dessen linkem Rand zur Entwässerung der anliegenden flachen Wiesen angelegt sein mag.

## Natur und Umwelt
Etwa anderthalb Quadratkilometer im Westen des Einzugsgebietes sind Wälder an den Abhängen der Waldenburger Berge in einem ungefähren Dreieck zwischen Waldfriedhof im Süden, dem Streiflesberg im Westen und dem Wartwald im Norden. Hinzu kommen etwa ein Sechstel eines Quadratkilometers Schluchtwald in der Schleifbachklinge. Rund zwei Drittel eines Quadratkilometers sind Siedlungsgebiete vor allem des Haller Stadtteils Heimbachsiedlung / Teurershof östlich und des ebenfalls zur Stadt gehörenden Weilers Gottwollshausen vorwiegend östlich des Laufs. Bis zum Zulauf des Bachs beim Fischhaus liegen in der restlichen Flur beidseits vor allem Wiesen, danach dominieren außer um Neuhofen Äcker.
Der überwiegende Teil des Einzugsgebiets liegt in zwei Landschaftsschutzgebieten; bis hinunter zum Ortsrand Gottwollshausens erstreckt sich das Landschaftsschutzgebiet Ostabfall der Waldenburger Berge mit Streiflesberg, Streifleswald und angrenzenden Gebietsteilen, etwas vor der Schleifbachklinge beginnt das Landschaftsschutzgebiet Kochertal zwischen Schwäbisch Hall und Weilersbach mit Nebentälern.

## Sehenswürdigkeiten und Bauwerke

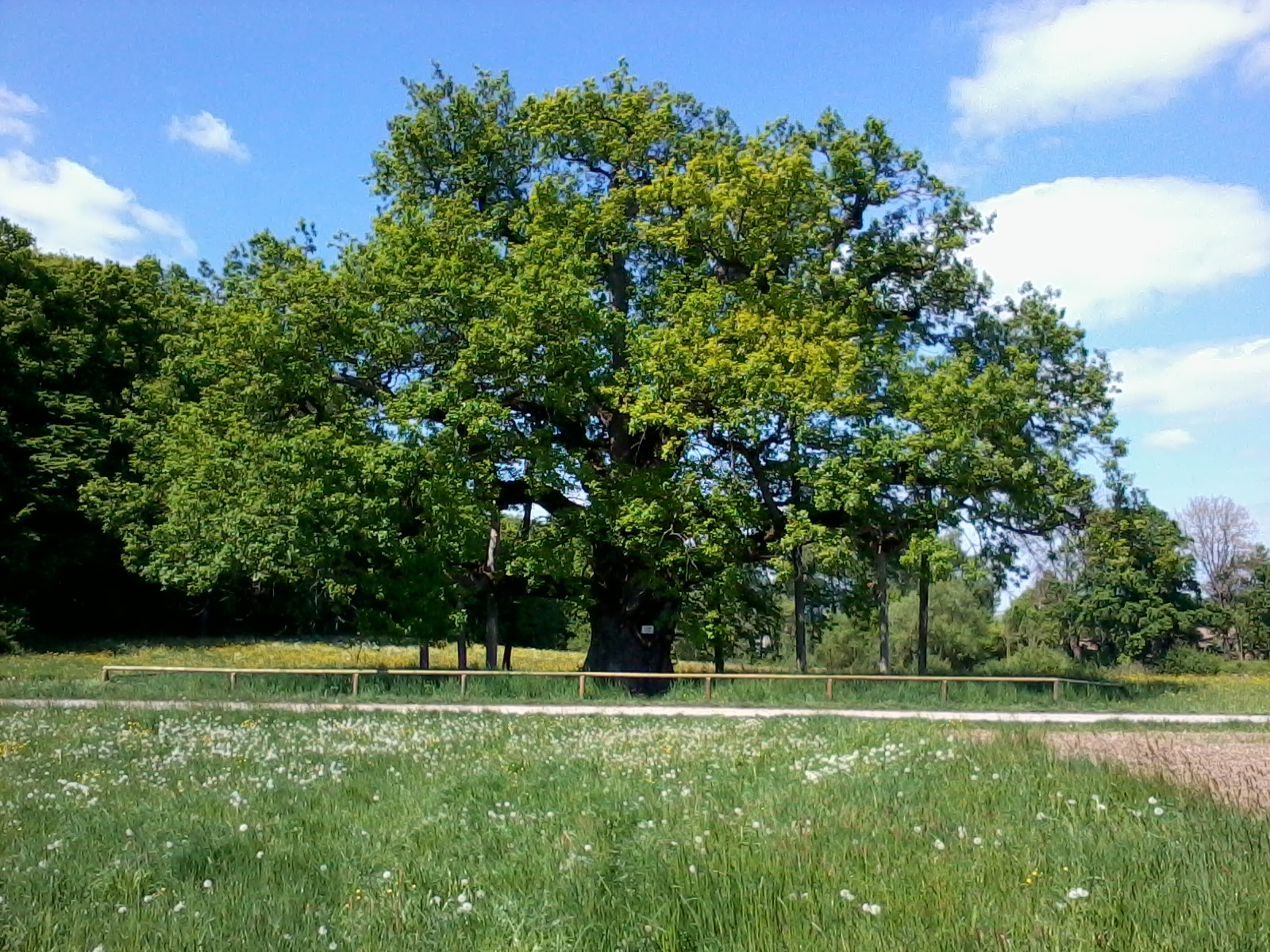
Naturdenkmal Breite Eiche bei Gottwollshausen

- Naturdenkmal Kleine Breiteiche, eine Traubeneiche zwischen Fässlesbrunnen und Wiesensteinbach am Waldeintritt eines Feldwegs.
- Naturdenkmal Breite Eiche, etwa 250 Meter nordwestlich des Breiteichsees an einem Feldweg, der am Seedamm vorbei und gleich nach dem Baum in den Wald läuft. Die Äste der alten, weit ausladenden Stieleiche sind mit Streben abgestützt, eine niedrige Brüstung zieht sich kreisförmig in Kronenweite um den Stamm.
- Am unteren, meist verdolten Lauf des Neuhöfenbachs liegt keine 100 Meter aufwärts der Mündung in dessen zulaufender Talmulde ein heute anscheinend ungenutztes Gebäude mit einem etwa 7 Meter hohen Mühlrad an der Außenwand zur Straßenseite. Es hat durchgerostete Metallschaufeln und einen oberschlächtigen, fast kein Wasser mehr führenden Zulauf, steht zu über der Hälfte in einer Grube im Terrain und ist durch verstürztes Material blockiert.[13]